# 柯亞斯喬爾 (紐約州)
柯亞斯喬爾（英語：Palm Tree）是一個位於美國紐約州奧蘭治縣的鎮。

## 人口
根據2020年美國人口普查的數據，柯亞斯喬爾的面積為3.86平方千米，當中陸地面積為3.79平方千米，而水域面積為0.07平方千米。當地共有人口32954人，而人口密度為每平方千米8,537人。